# Lot 4
Lot 4 est un canton dans le comté de Prince, Île-du-Prince-Édouard, Canada. Il fait partie de la Paroisse Egmont.

## Population
- 1 282 (recensement de 2001)[1]
- 1 175 (recensement de 2006)[1]
- 1 100 (recensement de 2011)[2]

## Communautés
Incorporé :
- Alberton

Non-incorporé :
- Bloomfield
- Brooklyn
- Brockton
- Campbellton
- Central Kildare
- Dock Corner
- Elmsdale
- Glengarry
- Huntley
- O'Brien Road
- Piusville
- Rosebank
- Roseville
- Union